# Alfréd Haar
Alfréd Haar (Budapeste, 11 de outubro de 1885 — Szeged, 16 de março de 1933) foi um matemático húngaro.

## Vida
Haar nasceu em uma família judia húngara em Budapeste em 11 de outubro de 1885, filho de Ignác Haar e Emma Fuchs. Formou-se em 1903 na escola secundária Fasori Evangélikus Gimnázium, onde foi aluno de László Rátz. Ele começou seus estudos universitários em Budapeste, depois indo para Göttingen, lendo Matemática e Ciências. Entre os muitos professores famosos por quem foi ensinado, ele poderia contar Loránd Eötvös, József Kürschák, Constantin Carathéodory, David Hilbert, Felix Christian Klein e Ernst Zermelo.
Durante os anos do ensino médio, ele colaborou com a revista matemática para alunos do ensino médio Középiskolai Matematikai Lapok, e venceu a competição nacional de matemática Eötvös Loránd. Ele se matriculou na Universidade Técnica de Budapeste como aluno de Engenharia Química, mas no mesmo ano mudou-se para a Universidade de Budapeste e, após um ano, para a Universidade de Göttingen. Sua pesquisa de doutorado foi supervisionada por Hilbert graduando-se em junho de 1909. Sua tese de 49 páginas estuda sistemas de funções Sturm-Liouville e funções esféricas, introduzindo os agora amplamente usados sistemas ortogonais Haar. No mesmo ano, ele se habilitou para se tornar um professor particular da universidade.
Em 1912, a Universidade Franz Joseph em Kolozsvár, Áustria-Hungria (agora Cluj-Napoca na Romênia) convidou-o junto com Gyula Farkas e Frigyes Riesz para ingressar como docente, e ele se tornou o professor de 'Quatíticos'. Várias de suas anotações de palestras da época tornaram-se livros consagrados mais tarde. Após o Tratado de Trianon, que cedeu a Transilvânia à Romênia, a universidade teve de se mudar para Szeged, a cidade mais próxima dentro das novas fronteiras, onde ele, com Riesz, estabeleceu o Centro de Matemática e o primeiro periódico matemático húngaro reconhecido internacionalmente, o Acta Scientiarum Mathematicarum.
Um de seus alunos de doutorado na Universidade de Szeged foi Béla Szőkefalvi-Nagy.
Haar morreu de câncer no estômago em 16 de março de 1933.

## Publicações
- Haar, A., Zur Theorie der orthogonalen Funktionensysteme, (Erste Mitteilung), Math. Ann. 69 (1910), 331–371 (em GDZ). (Esta é a tese de Haar, escrita sob a supervisão de David Hilbert.)
- Haar, A., Die Minkowskische Geometrie und die Annäherung an stetige Funktionen, Math. Ann. 78 (1918), 294–311 (em GDZ).